# Legoland Shanghai
Legoland Shanghai er en forlystelsespark ved Shanghai i Kina, som åbnede den 5.juli 2025. Parken er ligesom Legoland i Billund. 
Byggeriet gik i gang i 2021. 